# Георг Еренрайх I фон Рогендорф
Георг Еренрайх I фон Рогендорф (на немски: Georg Ehrenreich I von Rogendorf, Freiherr auf Mollenburg; * 1536; † 13 септември 1590) от рицарския род Рогендорф от Щирия, е фрайхер в Моленбург в Долна Австрия.
Георг Еренрайх I поддържа Мартин Лутер в Долна Австрия и се застъпва за него.

## Произход
Той е вторият син на австрийския военен командир и дворцов майстер фрайхер Вилхелм II фон Рогендорф (1511 – 1543), господар в Моленбург, и съпругата му Анна фон Хоенберг-Кройцбах († сл. 1532), дъщеря на фрайхер Еразмус фон Хоенберг († 1529) и Барбара фон Фолкенсторф. Внук е на Волфганг фон Рогендорф (1483 – 1540, Буда) и първата му съпруга Елизабет фон Лихтенщайн-Щайерег († 1517). Правнук е на фрайхер Каспар фон Рогендорф († 1506) и Маргарета фон Вилдхауз († 1492). По-големият му брат Йохан Вилхелм фон Рогендорф (1531 – 1590) e фрайхер на Рогендорф-Моленбург, губернатор на Долна Австрия и австрийски генерал.

## Фамилия
Георг Еренрайх I фон Рогендорф се жени 1557 г. за Елизабет де Товар/фон Тьобар (* 1545; † 13 септември 1589), дъщеря на Лудвиг де Тьобар, фрайхер на Енцесфелд, и Сузанна Отвайн († ок. 1570). Те имат децата:
- Вилхелм фон Рогендорф, женен за Агнес Щройн (Щрайн) фон Шварценау
- Ева фон Рогендорф, омъжена за Карл Цахрадецки фон Цахрадек († 1658)
- Анна Сузана фон Рогендорф (* 1583; † 1616), омъжена I. за Гундакар фон Щархемберг, II. в Линц на 9 февруари 1592 г. за граф Волфганг Зигмунд фон Лозенщайн-Гшвендт (* 1560; † 19 март 1626)
- Каспар II фон Рогендорф (* 1573; † 1596/1598), женен в Ефердинг на 24 май 1592 г. за Маргарета фон Щархемберг (* 1573, Линц; † 29 януари 1620, Линц), дъщеря на Хайнрих фон Щархемберг (1540 – 1571) и Магдалена фон Ламберг (1546 – 1581)